# Karabiny CETME A, B, C, E
Karabiny CETME A, B, C, E – hiszpańskie karabiny automatyczne skonstruowane w Centro de Estudios Técnicos de Materiales Especiales (CETME) w Madrycie.

## Historia konstrukcji
W 1949 roku Werner Heynen (do 1945 roku dyrektor generalny firmy Gustloff-Werke) stworzył za pieniądze rządu hiszpańskiego Centro de Estudios Tecnicos de Materiales Espaciales (CETME) (pol. Ośrodek Badań Technicznych Sprzętu Specjalnego) w Madrycie. W nowym ośrodku badawczym zatrudnienie znalazła spora grupa byłych pracowników zakładów Mauser-Werke. Niemieccy pracownicy ośrodka przywieźli ze sobą dokumentację opracowanych pod koniec wojny prototypów karabinów szturmowych. W 1950 roku dołączył do nich Ludwig Vorgrimler (nielegalnie przekroczył granicę francusko-hiszpańską).

### Model 2
W latach czterdziestych podstawową bronią hiszpańskiej piechoty były przestarzałe karabiny powtarzalne Mausera. Na zlecenie armii hiszpańskiej rozpoczęto więc w styczniu 1951 roku prace nad skonstruowaniem karabinu szturmowego.
Prace toczyły się w dwóch zespołach. Byli pracownicy zakładów Rheinmetall opracowywali broń wzorowaną na karabinie Sturmgewehr 44 działającą na zasadzie odprowadzania gazów prochowych (oznaczoną jako CETME model 1), a Vorgrimler razem z byłymi pracownikami Mausera korzystając z przywiezionej dokumentacji odtworzyli karabin Sturmgewehr 45(M) (oznaczony jako LV-50). Prototyp LV-50 był gotowy wcześniej, ale w trakcie pierwszych prób pojawiły się problemy z silnymi drganiami przy strzelaniu seriami. Problemy pojawiły się także ze znalezieniem zakładów dysponujących maszynami umożliwiającymi precyzyjne tłoczenie komory zamkowej.
W połowie 1951 roku Vorgrimler spotkał się z generalissimusem Francisco Franco. W trakcie spotkania udało się uzyskać zgodę na kontynuację prac nad LV-50. W tym samym czasie postanowiono opracować nową amunicję (Hiszpania nie zdecydowała na przyjęcie do uzbrojenie niemieckiego naboju 7,92 × 33 mm Kurz). Nowy nabój oznaczony jako CETME M53 (7,92 x 40 mm) skonstruował dr Gunther Voss. Pocisk nowego naboju był wykonany ze stopu aluminium, miał wydłużoną część głowicową, długość całkowita 46 mm, masę 6,8 g i uzyskiwał prędkość początkową 800 m/s. Ze względu na dużą powierzchnię boczną był wrażliwy na boczne podmuchy wiatru.
W listopadzie 1952 roku trzy badane prototypy LV-50 oddały 10 000 strzałów. W tym czasie grupa pracująca nad karabinem działającym na zasadzie odprowadzenia gazów prochowych nie miała jeszcze gotowego prototypu.
Po testach prototypów wykonano dwie serie prototypowe (100 i 120 sztuk). Egzemplarze tych serii były wykonywane w dwóch wersjach: z kolbą stałą lub kolbą składaną na wierzch komory zamkowej.
Nowa hiszpańska broń wzbudziła duże zainteresowanie na świecie. Testowano je m.in. w USA, Francji, Chile, Brazylii i Ekwadorze. Największe zainteresowanie nowy karabin wzbudził w Niemczech. Największą przeszkodą utrudniającą sprzedaż Modelo 2 na światowych rynkach była niedopracowana amunicja.

### Modelo A (CETME A)
Wrażliwość pocisków naboi M53 na podmuchy sprawiły, że postanowiono przystosować karabin do zasilania amunicją 7,62 × 51 mm. Hiszpanie zdawali sobie sprawę, że jest to amunicja zbyt silna dla karabinu automatycznego i opracowali własną wersję tego naboju, która przy identycznych wymiarach zewnętrznych miała lżejszy pocisk i mniejszy ładunek prochu. Zastosowanie silniejszego naboju wymusiło zastosowanie rowków Revellego w komorze nabojowej. Nowa wersja miała także składany chwyt transportowy i automatycznie składaną rączkę zamkową. Przeniesiono także dźwignię przełącznika rodzaju ognia-bezpiecznika na prawą stronę broni. W 1956 roku rozpoczęto produkcję nowej wersji oznaczonej jako Fusil de Assaulto CETME Modelo A. W uruchomieniu produkcji pomagali pracownicy niemieckiej firmy Heckler und Koch (założonej przez pracowników Mausera). W zamian za pomoc otrzymali prawo do produkcji karabinu CETME w Niemczech.
W 1956 roku partię 400 sztuk Modelo A zakupiła do testów Bundeswehra. Licencję na produkcję tych karabinów zakupiła też holenderska firma Nederlansche Wapen en Munitiefabrik (NWM) z Hetogenbos, która zamierzała zainteresować nim armię holenderską (ostatecznie zakupiła ona w Belgii karabiny FN FAL).
Próby CETME w Niemczech były pomyślne, ale produkcja nie została rozpoczęta, ponieważ protestować zaczęła firma Rheinmetall AG posiadająca patent na zamek półswobodny hamowany rolkami. Prawdopodobnie Rheinmetall próbował w ten sposób wymusić na armii niemieckiej zakupy CETME modelo A w firmie NWM (blisko związanej z Rheinmetalem). Ostatecznie uznano, że zamek CETME działa na tej samej zasadzie co zamek rolkowy opatentowany przez Rhrinmetall, ale jego konstrukcja jest na tyle odmienna, że nie narusza praw patentowych tej firmy.

### Modelo B (CETME B)
Jednocześnie z promocją Modelo A trwały prace nad udoskonaleniem karabinu. Zmiany miały na celu zwiększenie stabilności karabinu przy strzelaniu seriami. Stabilizację polepszono zbliżając środek ciężkości zespołu ruchomego do środka ciężkości broni. Jednocześnie postanowiono uprościć konstrukcję mechanizmu spustowego. Modelo A strzelał ogniem pojedynczym z zamka zamkniętego, seriami z zamka otwartego. Po uproszczeniu karabin strzelał niezależnie od rodzaju ognia z zamka zamkniętego. Razem z konstruktorami firmy HK wprowadzono także zmiany polepszające ergonomię broni (inny kształt kolby, chwytu transportowego). Karabin nowej wersji Modelo B otrzymał także łoże z perforowanej blachy (w Modelo A rolę łoża pełnił złożony dwójnóg). Lekko wydłużono lufę, a jej końcowy odcinek zaczął spełniać rolę nasadki do miotania granatów nasadkowych
Produkcję zmodernizowanej wersji rozpoczęto w 1958 roku pod oznaczeniem Modelo 58. Po dostosowaniu do zasilania standardową amunicją 7,62 × 51 mm NATO rozpoczęto także produkcję karabinu Modelo B w zakładach HK (Bundeswehra przyjęła karabin do uzbrojenia w 1959 jako G3).

### Modelo C (CETME C)
W następnych latach trwałą produkcja karabinu Modelo 58. Niewielkie partie tych karabinów sprzedano także do Dżibuti, Dominikany, Konga i Czadu. Jednak eksport utrudniała nietypowa hiszpańska amunicja M58. Także armia hiszpańska uznała, że użytkowanie nietypowej amunicji jest zbyt kosztowne. Dlatego w 1964 roku armia hiszpańska przyjęła do uzbrojenia nabój 7,62 × 51 mm NATO.
Jednocześnie rozpoczęto produkcję zmodernizowanego karabinu Modelo C. Zmodernizowana wersja posiadała wiele modyfikacji zapożyczonych z niemieckiego G3A1 (celownik bębnowy, podstawa celownika optycznego, nowy magazynek). Modelo C był pozbawiony dwójnogu i chwytu transportowego. Łoże tłoczone z blachy zastąpiono wykonanym z drewna topolowego. Od materiału łoża nowy CETME otrzymał nieoficjalny przydomek Chopo (hiszp. topola). Co ciekawe, CETME C o masie zbliżonej do G3, strzelający tą samą amunicją i mający identyczną konstrukcję ma mniej odczuwalny od niego odrzut.
Karabin CETME C był produkowany do 1976 roku. W armii hiszpańskiej zastąpił starszy model B (miał to samo oznaczenie wojskowe Modelo 58). Nie udało się wyeksportować znaczących ilości tego karabinu, ponieważ z rynków światowych został wyparty przez karabin G3. Spory sukces odniosły natomiast wersje samopowtarzalne sprzedawane na rynku amerykańskim.
W 1982 roku powstała skrócona, pozbawiona kolby wersja Modelo R. Pełniła ona rolę dodatkowej broni montowanej w ścianach transporterów opancerzonych.

### Modelo E (CETME E)
W 1978 roku w CETME rozpoczęto prace nad zastąpieniem stosowanych w Modelo 58 elementów drewnianych wykonanymi z tworzyw sztucznych. Pierwsza projektowana wersja z łożem i kolbą z tworzywa sztucznego oznaczona jako Modelo D została zarzucona przed wykonaniem prototypu. W latach 1981–82 powstała wersja Modelo E, która poza nowym łożem i kolbą z tworzywa sztucznego miała zmodyfikowany zamek, podstawę muszki i tłumik płomieni. Produkcji tej wersji nie rozpoczęto, ponieważ właśnie trwały próby karabinu CETME L kalibru 5,56 × 45 mm NATO, który miał zastąpić starsze modele CETME w armii hiszpańskiej.

## Opis techniczny
Karabin CETME C jest bronią samoczynno-samopowtarzalną, której automatyka działa w oparciu o wykorzystanie zasady odrzutu zamka półswobodnego z opóźnionym jego otwarciem. Cechą charakterystyczną wszystkich karabinów CETME, a także konstrukcji pochodnych jest zamek wyposażony w tłok zaporowy, trzon zamkowy i dwie symetrycznie rozmieszczone rolki, które wraz z dosłaniem naboju do komory nabojowej wciskane są przez skos trzonu zamkowego w gniazdo ryglowe. Geometria gniazda i skos trzonu są tak dobrane, że po strzale, w czasie oddziaływania łuski na tłok zaporowy, naciska on na rolki, które wychodzą z gniazd ryglowych naciskając na skos trzonu zamkowego powodując około czterokrotne zwiększenie jego przemieszczenia się w stosunku do przemieszczenia się tłoka zaporowego. Niewielki ruch tłoka zaporowego, do chwili wylotu pocisku z lufy i spadku ciśnienia gazów prochowych, powoduje opóźnienie otwarcia zamka, zapobiegając wysuwania się łusek z komory nabojowej poza grubościenne denko i ich rozrywaniu.

## Dane taktyczno-techniczne karabinów CETME
| Wzór                                     | Modelo 2 (LV-50)  | Modelo 2 (LV-50/2) | Modelo A                | Modelo B                | Modelo C          |
| Nabój                                    | 7,92 × 33 mm Kurz | 7,92 × 40 mm M53   | 7,62 × 51 mm CETME/NATO | 7,62 × 51 mm CETME/NATO | 7,62 × 51 mm NATO |
| Długość karabinu(mm)                     | 970               | 970                | 970                     | 1000                    | 1015              |
| Długość lufy (mm)                        | 435               | 435                | 435                     | 450                     | 450               |
| Masa broni (kg)                          | 4,25              | 4,25               | 5,30                    | 5,63                    | 4,50              |
| Szybkostrzelność teoretyczna (strz./min) | 550               | 550                | 550                     | 550                     | 550–650           |
| Prędkość początkowa (m/s)                | 640               | 800                | 760                     | 760                     | 780               |
| Pojemność magazynka (szt.)               | 20, 30            | 20, 30             | 20, 30                  | 20                      | 20                |